# Гондек, Кристин
 Кристин Гондек  (пол. Krystyn Gondek OMF; 6 апреля 1909, Слона, Малопольское воеводство — 23 июня 1943, Дахау, Бавария) — блаженный Римско-Католической Церкви, священник, монах из монашеского ордена францисканцев, мученик. Входит в число 108 блаженных польских мучеников, беатифицированных римским папой Иоанном Павлом II во время его посещения Варшавы 13 июня 1999 года.

## Биография
После окончания гимназии во Львове поступил в новициат монашеского ордена францисканцев. В 1927 году принял монашеские обеты, взяв имя Кристин,  после чего был направлен на обучение в Высшую духовную семинарию в городе Пшемысль. 21 июня 1936 года был рукоположён в священника. После окончания учёбы в семинарии был направлен в монастырь, находящийся в городе Хелме, через некоторое время был переведён   во Влоцлавек, где исполнял обязанности викария монастыря, исповедника. После начала Второй мировой войны был арестован Гестапо 26 августа 1940 года и интернирован в концентрационный лагерь Заксенхаузен, через некоторое время был переправлен в концентрационный лагерь  Дахау. Его концентрационный номер — 22779. Был убит 23 июня 1943 года.

## Прославление
13 июня 1999 года был беатифицирован римским папой Иоанном Павлом II вместе с другими польскими мучениками Второй мировой войны.
День памяти — 12 июня.

## Источник
- Bogdan Brzuszek: Błogosławiony ojciec Krystyn Wojciech Gondek. Włocławek: Wydaw. Duszpasterstwa Rolników, 2001. ISBN 83-88743-03-1.